# Liste der Bodendenkmäler in Brunn (Oberpfalz)
Auf dieser Seite sind die Bodendenkmäler in der Oberpfälzer Gemeinde Brunn zusammengestellt. Diese Tabelle ist eine Teilliste der Liste der Bodendenkmäler in Bayern. Grundlage ist die Bayerische Denkmalliste, die auf Basis des Bayerischen Denkmalschutzgesetzes vom 1. Oktober 1973 erstmals erstellt wurde und seither durch das Bayerische Landesamt für Denkmalpflege geführt wird. Die folgenden Angaben ersetzen nicht die rechtsverbindliche Auskunft der Denkmalschutzbehörde.

## Bodendenkmäler in Brunn
| Lage       | Objekt                                                                                          | Akten-Nr.     | Bild |
| ---------- | ----------------------------------------------------------------------------------------------- | ------------- | ---- |
| (Standort) | Bestattungsplatz der Bronzezeit mit verebneten Grabhügeln.                                      | D-3-6837-0014 |      |
| (Standort) | Vorgeschichtlicher Bestattungsplatz mit Grabhügeln.                                             | D-3-6837-0047 |      |
| (Standort) | Bestattungsplatz der Bronze- und Hallstattzeit mit Grabhügeln.                                  | D-3-6837-0048 |      |
| (Standort) | Vorgeschichtlicher Bestattungsplatz mit Grabhügeln.                                             | D-3-6937-0047 |      |
| (Standort) | Vorgeschichtlicher Bestattungsplatz mit Grabhügeln.                                             | D-3-6937-0052 |      |
| (Standort) | Frühmittelalterlicher Bestattungsplatz.                                                         | D-3-6937-0059 |      |
| (Standort) | Vorgeschichtlicher Bestattungsplatz mit mindestens einem Grabhügel.                             | D-3-6937-0060 |      |
| (Standort) | Vorgeschichtlicher Bestattungsplatz mit mindestens einem Grabhügel.                             | D-3-6937-0061 |      |
| (Standort) | Vorgeschichtlicher Bestattungsplatz mit mindestens einem Grabhügel.                             | D-3-6937-0063 |      |
| (Standort) | Vorgeschichtlicher Bestattungsplatz mit Grabhügeln.                                             | D-3-6937-0064 |      |
| (Standort) | Vorgeschichtlicher Bestattungsplatz mit Grabhügeln.                                             | D-3-6937-0065 |      |
| (Standort) | Vorgeschichtlicher Bestattungsplatz mit Grabhügeln.                                             | D-3-6937-0066 |      |
| (Standort) | Bestattungsplatz der Bronzezeit mit Grabhügeln.                                                 | D-3-6937-0067 |      |
| (Standort) | Archäologische Befunde des Mittelalters und der frühen Neuzeit im Bereich der Kath. Pfarrkirche | D-3-6937-0076 |      |
| (Standort) | Archäologische Befunde des Mittelalters und der frühen Neuzeit im Bereich der Kath. Kirche      | D-3-6937-0080 |      |
| (Standort) | Vorgeschichtlicher Bestattungsplatz mit Grabhügeln.                                             | D-3-6937-0213 |      |